# Мирасофт Групп
Mirasoft Group — украинская компания, занимающаяся разработкой программного обеспечения и предоставляющая ИТ-услуги заказчикам из Западной Европы и Америки. Компания работает в отрасли информационных технологий с 1989 года и была основана группой учёных из Киевского Института кибернетики, научно-исследовательского института Национальной академии наук. 
Компания предоставляет широкий спектр услуг по разработке программного обеспечения c использованием различных платформ и технологий. Центры разработки компании располагаются в Киеве и Виннице. Команда разработчиков Мирасофт Групп насчитывает более 140 специалистов.
В 2008 году Мирасофт Групп объединилась с европейской компанией Levi9, изменив своё название на Levi9 Ukraine.

## Разработки и клиенты
Первый продукт был создан в 1991 году, когда компания разработала RAD — платформу для создания ERP/XRM решений для Швейцарской компании Miracle AG. Впоследствии решения разработанные на основе RAD платформы вывели Miracle AG в число 100 лучших производителей систем автоматизации производства.
На сегодняшний день Мирасофт Групп имеет собственную продуктовую линию, включающую различные бизнес-приложения: ERP и CRM системы, корпоративные интернет-порталы, и RAD-платформу Mirapolys. 
Так же компания участвовала в создании трех крупных ERP-систем и выполнила ряд различных проектов по разработке и тестированию программного обеспечения. Разработанное корпоративное решение «Корвет» было зарегистрировано и одобрено специализированной партнерской программой Microsoft.
Среди клиентов компании крупные и средние предприятия из Швейцарии, Голландии, Франции, Великобритании, США:
- Германия: Wincor-Nixdorf, Parexel, RoMa Software GmbH, Convit GmbH.
- Швейцария: Glaux Soft AG, Miracle AG (New Miracle AG), Sowatec AG (ERP-Support GmbH), Impart Software Engineering
- США: Epicor|Scala Business Solutions, CMAT, Brady Corporation, Enetfinity Inc., IPLocks, ASPEO, American Optimal Decision
- Франция: Teklynx Software Solutions, Intercarat S.A.R.L.
- Голландия: BITES B.V., ITNomy Information Services BV.